# Adinda scabra
Adinda scabra là một loài chân đều trong họ Scleropactidae. Loài này được Collinge miêu tả khoa học năm 1916.